# Ісраель гайом
«Ісраель гайом» (івр. ישראל היום — «Ізраїль сьогодні») — безкоштовна щоденна ізраїльська газета, що виходить івритом та англійською кожен день (крім суботи) з 30 липня 2007 року. Найбільш поширена газета в Ізраїлі.
Israel Hayom належить сім'ї Шелдона Адельсона, особистого друга прем'єр-міністра Беньяміна Нетаньяху, тому газету часто критикували за зображення Нетаньяху в надто позитивному світлі. Своєю чергою Нетаньяху звинувачують у спробі отримати вигоду від інвестицій Адельсона.

## Частка ринку
У зв'язку з тим, що Ісраель Гайом є безкоштовною газетою, вона має перевагу перед іншими щоденними газетами в Ізраїлі. У липні 2010 року Israel Hayom перевершив Yedioth Ahronoth за рівнем впливу в будні дні в піврічному дослідженні Target Group Index (TGI).
У січні 2016 року, посилаючись на внутрішні записи Israel Hayom, щоденна газета Haaretz показала, що між 2007 і 2014 роками Israel Hayom втратила близько 730 млн шекелів (190 млн доларів), що приблизно дорівнює шекелю на надрукований примірник.
Станом на 31 липня 2023 року опитування TGI показало, що газета Israel Hayom, яка розповсюджується безкоштовно, є найчитанішою газетою в Ізраїлі з 29,4 % читацької аудиторії в будні, за нею йдуть Yedioth Ahronoth з 22,3 %, Haaretz з 4,8 %, Globes з 4 % та Maariv з 3,9.
Станом на 1 січня 2024 року опитування TGI показало, що газета Israel Hayom залишається найчитанішою газетою Ізраїлю з 27,4 % аудиторії в будні дні, за нею йдуть Yedioth Ahronoth з 22,4 %, Haaretz з 5,4 %, Maariv з 3,5 % та Globes з 3,2 %.